# Geelwanghoningeter
De geelwanghoningeter (Melipotes fumigatus) is een vogel uit de familie Meliphagidae (honingeters). Het is een endemische vogelsoort uit Nieuw-Guinea.

## Beschrijving
De geelwanghoningeter is een onopvallend gekleurde, grijze vogel van 22 cm lengte. Het meest opvallend is de gele, naakte huid rond het oog. De vogel kan "blozen" en dan wordt deze vlek rood gekleurd. De vogel beweegt zich traag en voorzichtig door de begroeiing en maakt weinig geluid.

## Voorkomen en leefgebied
De geelwanghoningeter komt algemeen voor in bossen en langs bosranden in de bergen van het centrale hoogland, maar ook in het gebergte bij Fakfak (West-Papoea) en het Foja-gebergte (Papoea) op hoogten tussen 1000 en 4200 m boven de zeespiegel.  Het is geen bedreigde diersoort.
De soort telt drie ondersoorten:
- M. f. kumawa: westelijk Nieuw-Guinea.
- M. f. goliathi: centraal Nieuw-Guinea.
- M. f. fumigatus: zuidoostelijk Nieuw-Guinea.